# Mati Karmin
Mati Karmin (n.  1959) es uno de los más renombrados escultores de Estonia contemporáneos. Su carrera como artista se caracteriza por una intensa y reseñable versatilidad de actividades.
Es autor de diferentes monumentos en Kärdla, Tartu, Tallinn, Pärnu, Tahkuna, Tori y Viljandi.